# Зарубинці (Скалатська міська громада)
Зару́бинці — село в Україні, у Скалатській міській громаді Тернопільського району Тернопільської області. Розташоване на заході району. Адміністративний центр колишньої Зарубинецької сільської ради. 
Населення — 497 осіб (2014).

## Історія
Відоме від 18 століття.
Діяли товариства «Просвіта», «Луг».
14 липня 2015 року ввійшло у склад Скалатської міської громади.
12 червня 2020 року, відповідно до розпорядження Кабінету Міністрів України  № 724-р «Про визначення адміністративних центрів та затвердження територій територіальних громад Тернопільської області», село увійшло до складу Скалатської міської громади.
19 липня 2020 року в результаті адміністративно-територіальної реформи та ліквідації Підволочиського району, село увійшло до складу новоствореного Тернопільського району.

## Населення

### Мова
Розподіл населення за рідною мовою за даними перепису 2001 року:
| Мова       | Кількість | Відсоток |
| ---------- | --------- | -------- |
| українська | 512       | 98.65%   |
| російська  | 4         | 0.77%    |
| польська   | 3         | 0.58%    |
| Усього     | 519       | 100%     |

## Пам'ятки
Є мурована церква Воздвиження Чесного Хреста Господнього (1929), «фігура» Божої Матері.
В селі була дерев'яна церква. У 1843 році її ремонтував майстер-будівничий Каліта Роман. Також у селі Зарубинці є пам"ятник загиблих воєнів який знаходиться біля Будинку Культури

## Пам'ятники
Споруджено пам'ятник воїнам-односельцям, полеглим у німецько-радянській війні (1970), насипана символічна могила УСС (1992).

## Соціальна сфера
Діють загальноосвітня школа І ступеня

## Галерея

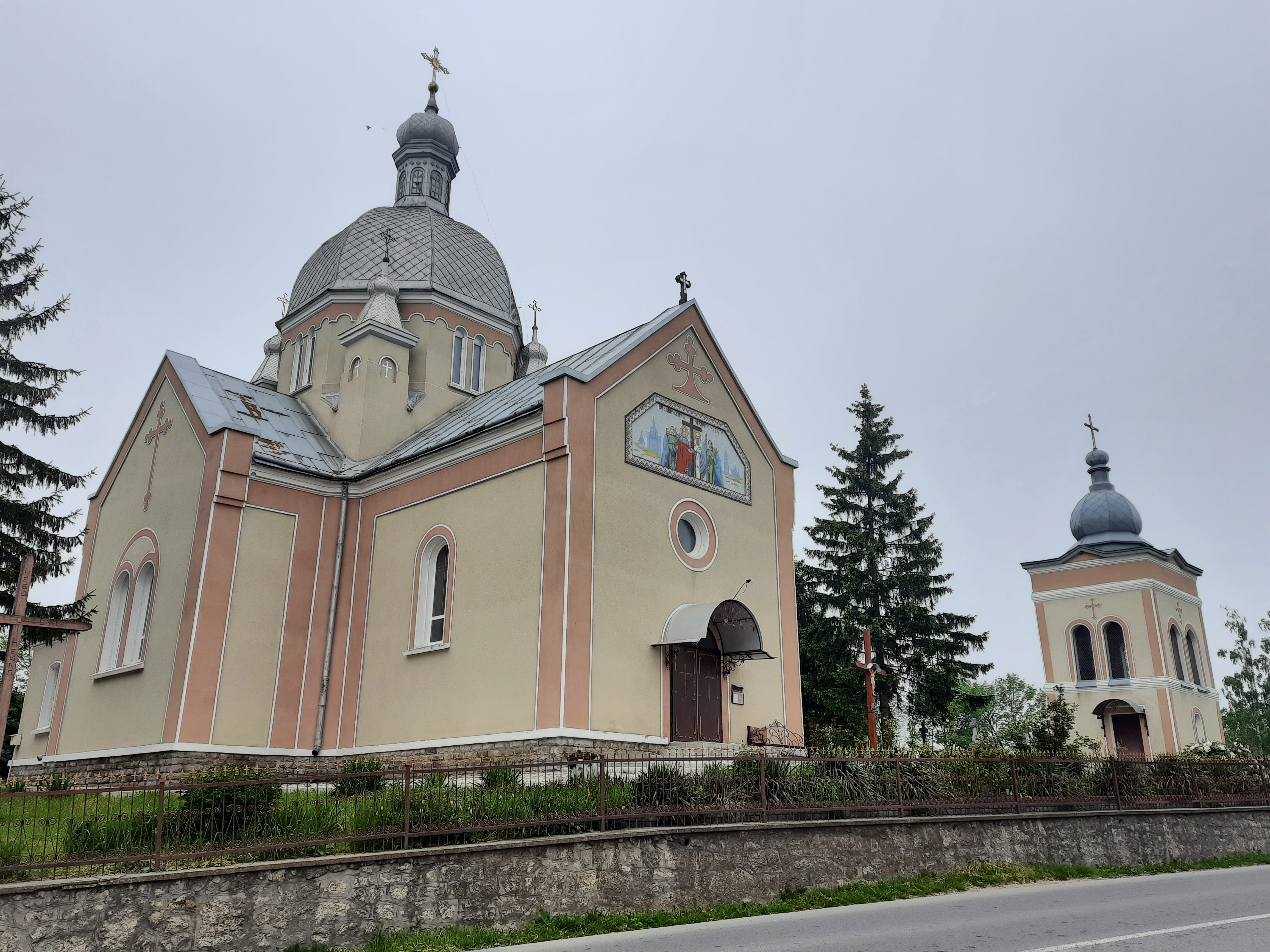
Церква Воздвиження Чесного Хреста Господнього
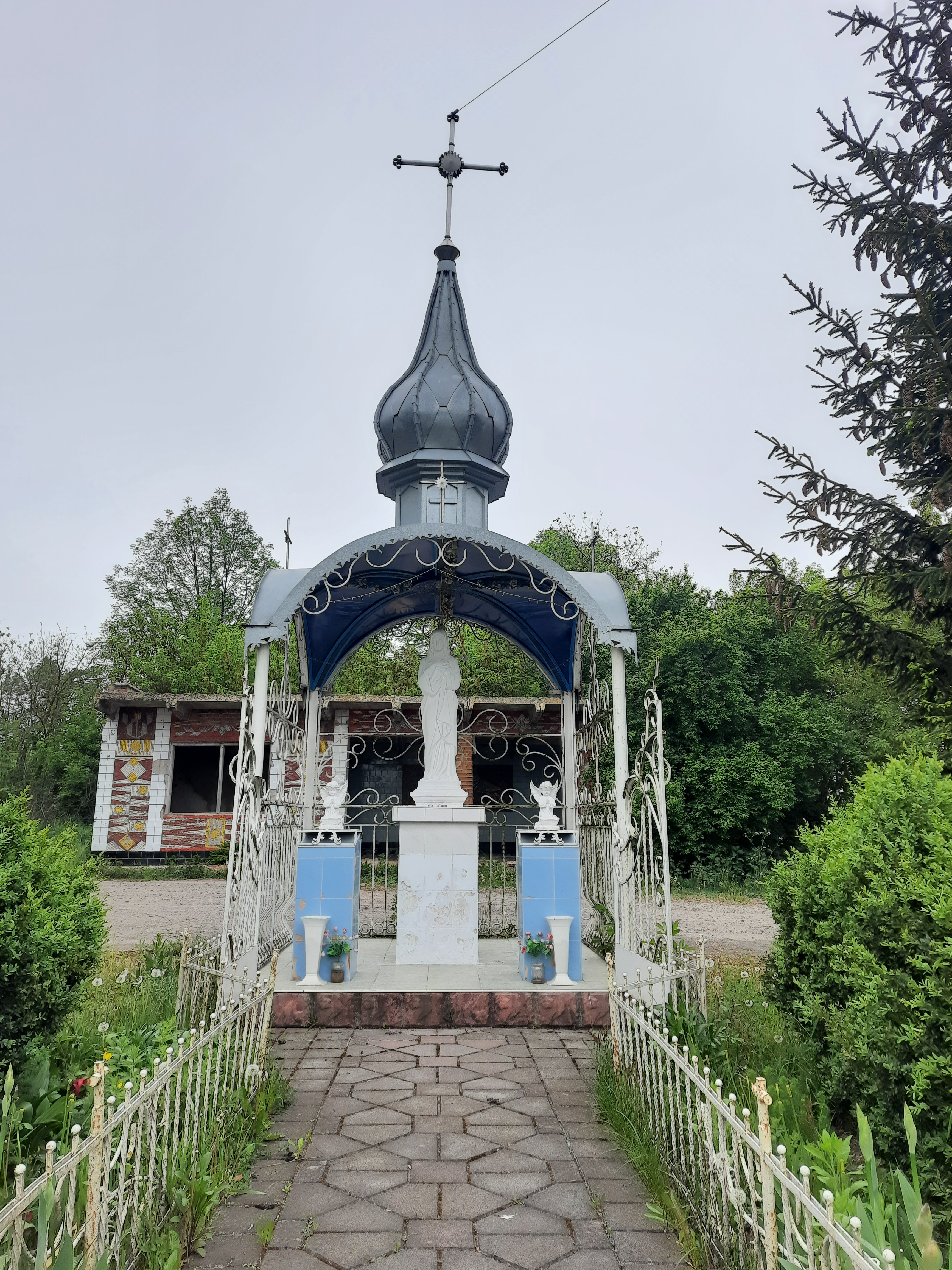
Капличка Божої Матері на місці зруйнованого костелу
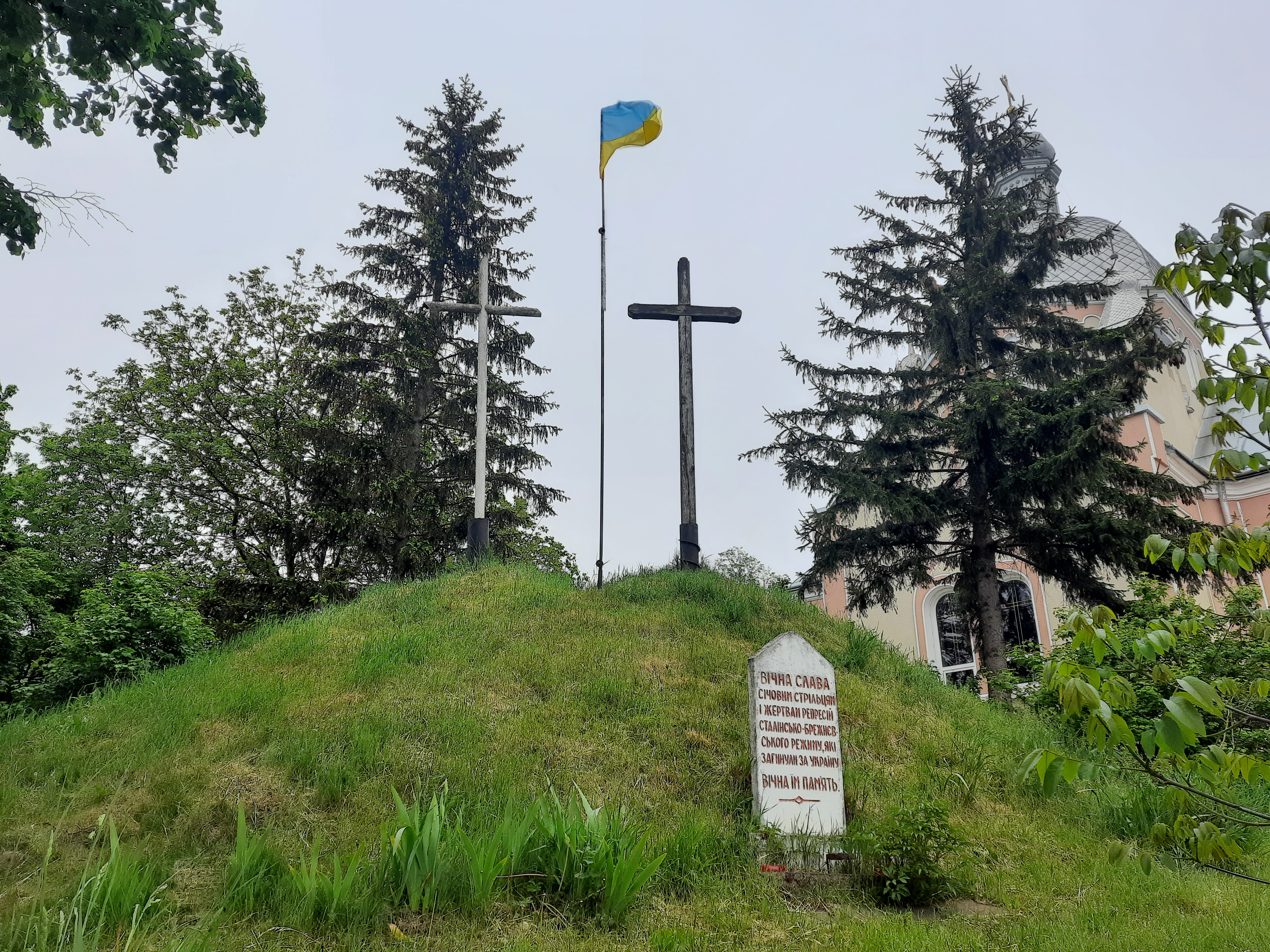
Символічна могила Борцям за волю України
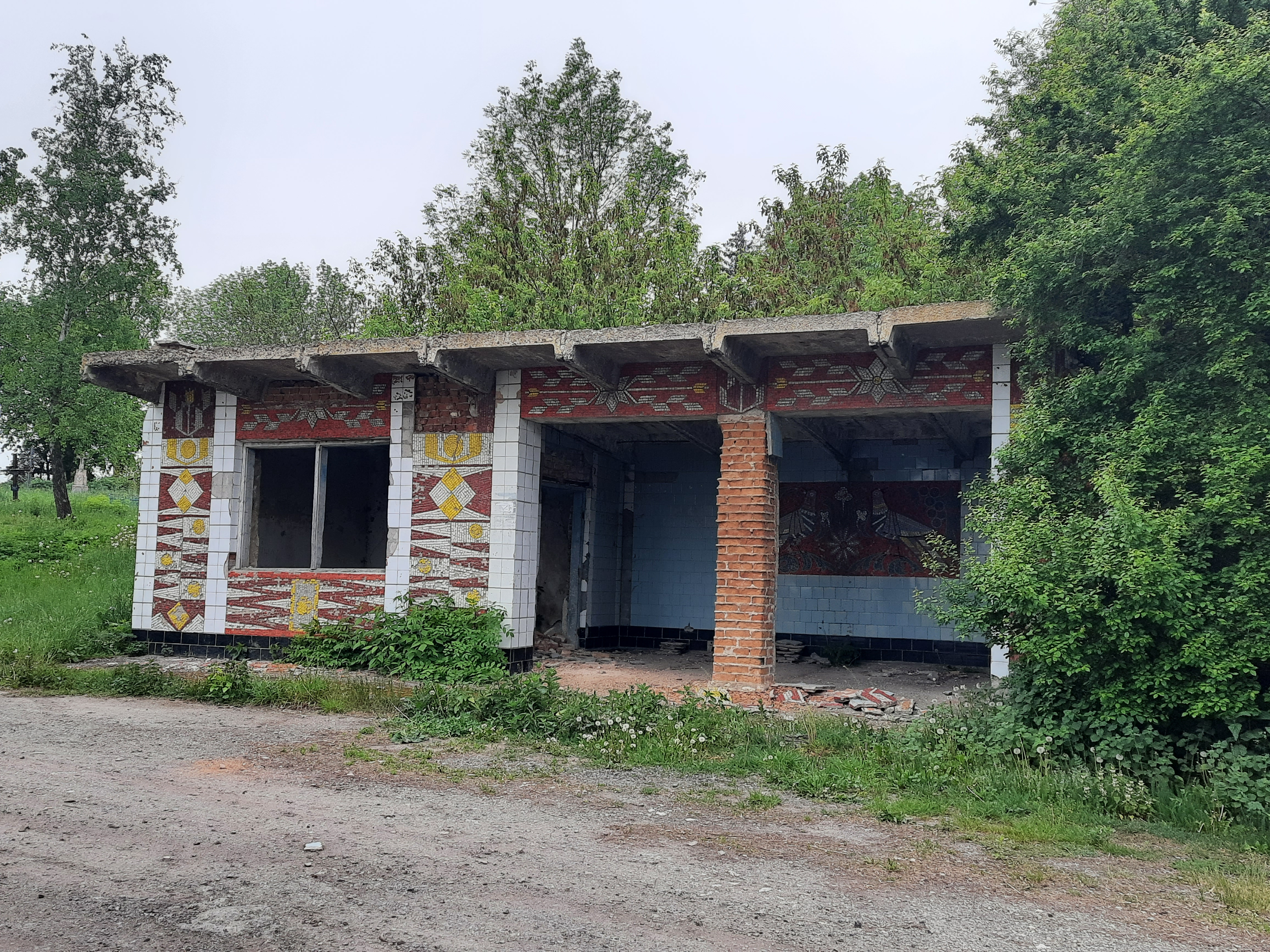
Автобусна зупинка